# Johnossi

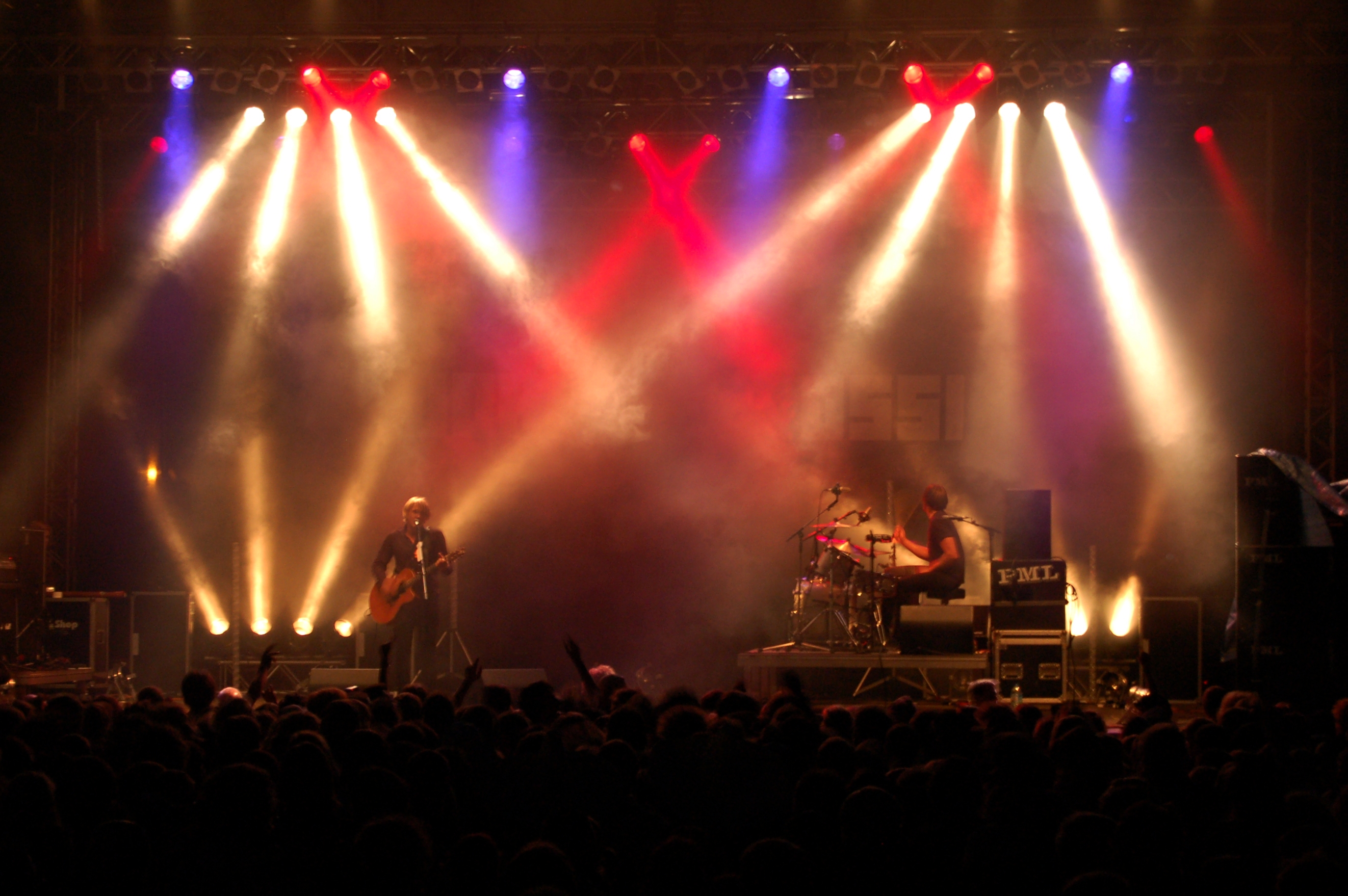
Johnossi 2008

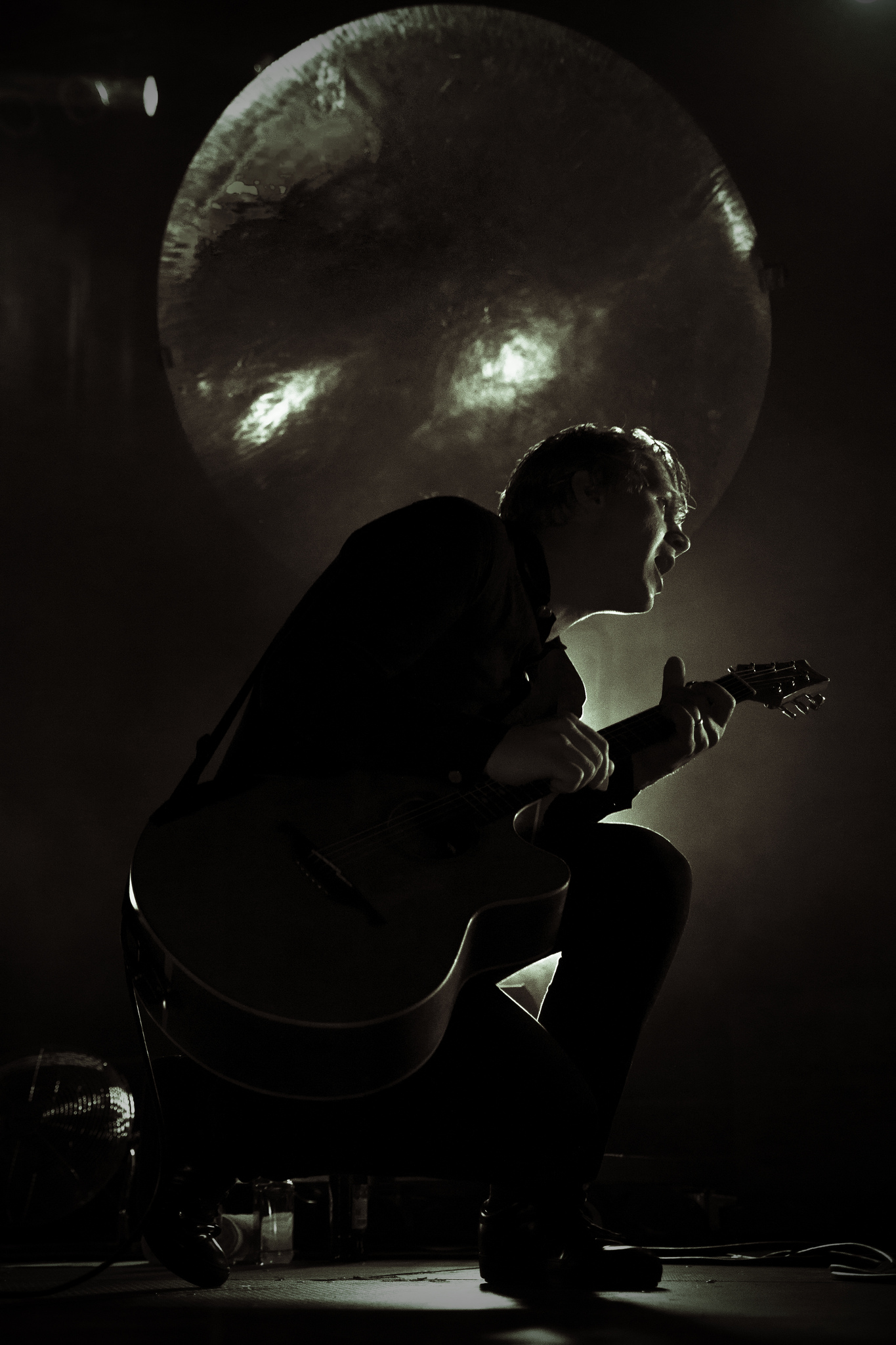
John Engelbert på Rocken am Brocken 2013 i Tyskland

Johnossi är en svensk musikduo bestående av John Engelbert på sång och gitarr och Oskar "Ossi" Bonde på trummor/slagverk. Gruppen startade 2004 i Saltsjöbaden, Nacka. Bandet har sedan debutskivan släpptes 2006 haft stora framgångar runtom i världen, dock i synnerhet Tyskland, där gruppen bland annat har gjort framträdanden på festivaler som Southside och Hurricane. Såväl 2009 som 2011 utsågs de till Årets grupp på P3 Guld-galan. År 2011 vann de även en Grammis som årets grupp. 2018 fick de P3 Guldpris för Årets rock/metal.

## Historia
Engelbert och Bonde träffades första gången när de var 12 respektive 15 år gamla, och började spela tillsammans som en duo under 2004. De spelade in sitt första album efter bara fem månader som ett band, och med endast tre livespelningar genomförda. Deras självbetitlade första album släpptes i januari 2005 av ett litet svenskt indiebolag, Rekord Musik (Tony Thorén, Peter Dahl, Per Wedin). Det hade nypremiär i september 2006 av V2 Music med ytterligare tre låtar.
I NHL 2009 fanns sången "Execution Song" med i soundtracket.
Deras andra album All They Ever Wanted, hade sin skandinaviska och västeuropeiska release i april 2008, följt av en japansk release under 2009. Från albumet var både "18 Karat Gold" och "Bobby" hits på Trackslistan.
Johnossi har turnerat i Sverige och Västeuropa, både själva och med andra svenska band som The Soundtrack of Our Lives, Mando Diao och Sibling Sense. De turnerade även i USA under 2007 med Shout Out Louds. Under 2009 gjorde de sitt första framträdande i Japan, som förband till The Hives. Under vintern 2009 var de förband till Thåströms turné och den 17 januari 2011 spelade de på svenska Idrottsgalan.
I början av 2010 släpptes singeln "What's the Point", vilken spelades flitigt på radion och låg på Trackslistan i 25 veckor. I april 2010 släpptes duons tredje album, Mavericks.
Under sommaren 2010 gjord de sin största konsert någonsin i Sverige, som förband till Green day på Ullevi, Göteborg.
2013 släpptes bandets fjärde album, Transitions.
8 november 2016 släppte Johnossi en EP med titeln "Air Is Free". På den finns bland annat låten "Alone In The Summer", som duon har skapat tillsammans med Joakim Berg från Kent och Andy Pfannenstill.
Året därefter den 17 februari 2017 släpptes duons femte studioalbum Blood Jungle, följt av en turné samma år.
Efter att ha isolerat sig på en herrgård under hösten 2019, släppte duon sitt sjätte studioalbum Torch // Flame den 27 februari 2020. Duon skulle ha följt albumsläppet med stor turné runtom Europa, men det ställdes in och sköts upp flertal gånger med anledning av Coronavirus pandemin.
Då rockduon, likt hela musikvärlden, inte tilläts turnera det året spelades det istället in en sjunde skiva under den följande hösten. Den 11 februari 2022 släppte rockbandet sitt sjunde och senaste album Mad Gone Wild.

## Diskografi

### Album
- 2006 – Johnossi
- 2008 – All They Ever Wanted
- 2010 – Mavericks
- 2013 – Transitions
- 2017 – Blood Jungle
- 2020 – Torch // Flame
- 2022 – Mad Gone Wild
- 2024 – Forevers

### Singlar
- Execution Song EP
- Party With My Pain
- 18 Karat Gold
- Bobby
- What's The Point
- What's The Point EP
- Dead End
- Roscoe
- Gone Forever
- Air Is Free
- Hands
- Air Is Free & Weak Spots
- Live in Berlin
- Eld // Ljus
- Wrecking Ball
- Something = Nothing
- Koala Before the Storm
- A Passenger